# Conselho Nacional de Justiça

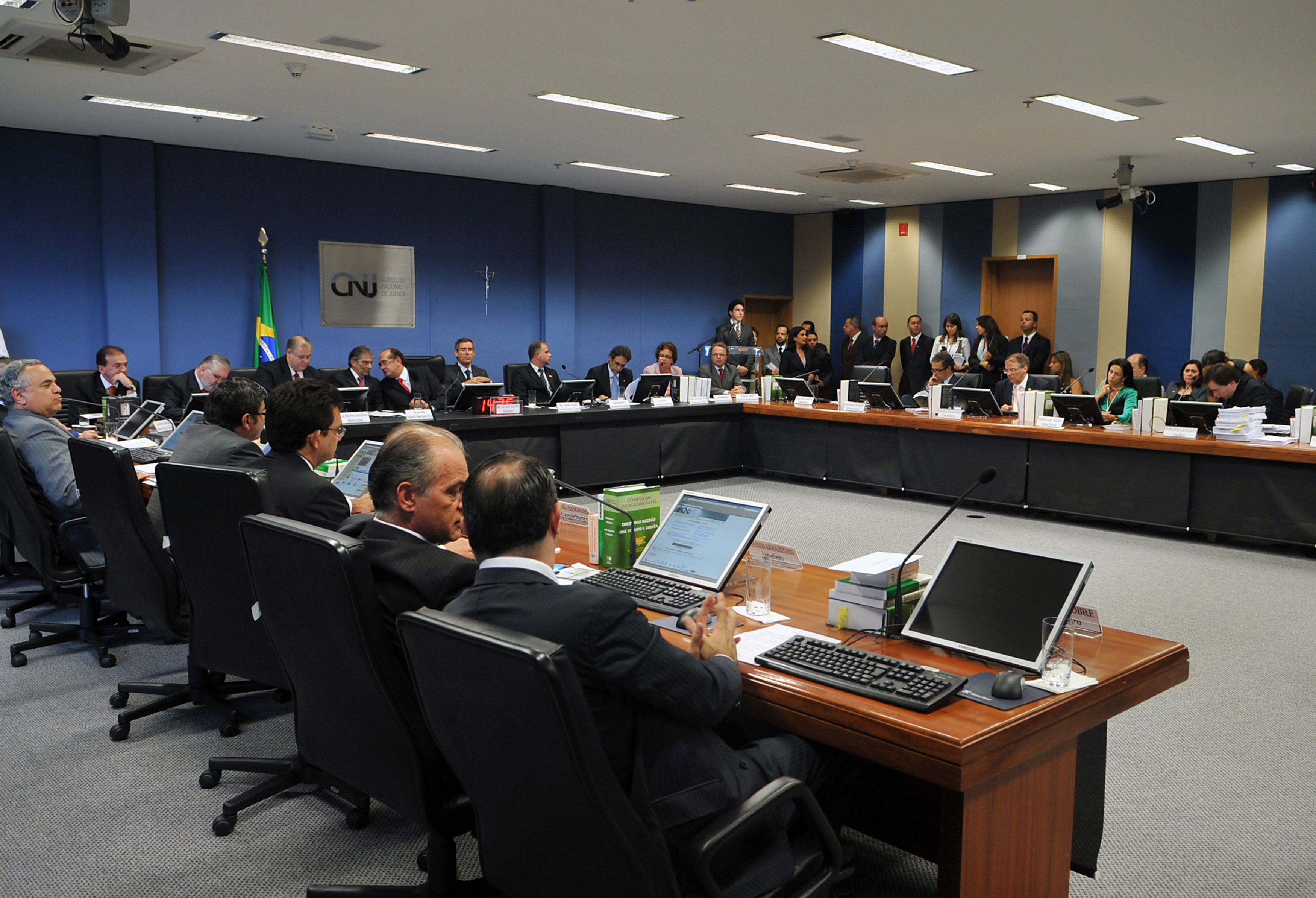
Sessão Plenária do Conselho Nacional de Justiça em 2010.

O Conselho Nacional de Justiça (CNJ) é uma instituição pública que visa a aperfeiçoar o trabalho do sistema judiciário brasileiro, principalmente no que diz respeito ao controle e à transparência administrativa e processual. Criado em 31 de dezembro de 2004 e instalado em 14 de junho de 2005, tem sua sede em Brasília, mas atua em todo o território nacional.
De acordo com a Constituição da República, compete ao CNJ zelar pela autonomia do Poder Judiciário e pelo cumprimento do Estatuto da Magistratura, definir os planos, metas e programas de avaliação institucional do Poder Judiciário, receber reclamações, petições eletrônicas e representações contra membros ou órgãos do Judiciário, julgar processos disciplinares e melhorar práticas e celeridade, publicando semestralmente relatórios estatísticos referentes à atividade jurisdicional em todo o país.
Além disso, o CNJ desenvolve e coordena vários programas de âmbito nacional que priorizam áreas como Meio Ambiente, Direitos Humanos, Tecnologia e Gestão Institucional. Entre eles, estão os programas "Lei Maria da Penha", "Começar de Novo", "Conciliar é Legal", "Metas do Judiciário", "Pai Presente", "Adoção de Crianças e Adolescentes" etc.
Qualquer cidadão pode acionar o Conselho para fazer reclamações contra membros ou órgãos do Judiciário, inclusive contra seus serviços auxiliares, serventias e órgãos prestadores de serviços notariais e de registro que atuem por delegação do poder público ou oficializado. Não é preciso advogado para peticionar ao CNJ.

## Composição
É composto por 15 conselheiros, sendo nove magistrados, dois membros do Ministério Público, dois advogados e dois cidadãos de notável saber jurídico e reputação ilibada. Os conselheiros têm mandato de dois anos, admitida uma recondução. Entre os direitos e deveres dos conselheiros estabelecidos pela Constituição da República (art. 103-B, § 4º) e pelo Regimento Interno (arts. 4º, 17 e 18), estão, entre outros:
- Elaborar projetos, propostas ou estudos sobre matérias de competência do CNJ e apresentá-los nas sessões plenárias ou reuniões de Comissões, observada a pauta fixada pelos respectivos presidentes;
- Requisitar de quaisquer órgãos do Poder Judiciário, do CNJ e de outras autoridades competentes as informações e os meios que considerem úteis para o exercício de suas funções;
- Propor à Presidência, a constituição de grupos de trabalho ou Comissões necessários à elaboração de estudos, propostas e projetos a serem apresentados ao Plenário;
- Propor a convocação de técnicos, especialistas, representantes de entidades ou autoridades para prestar os esclarecimentos que o CNJ entenda convenientes;
- Pedir vista dos autos de processos em julgamento;
- Participar das sessões plenárias para as quais forem regularmente convocados;
- Despachar, nos prazos legais, os requerimentos ou expedientes que lhes forem dirigidos;
- Desempenhar as funções de relator nos processos que lhes forem distribuídos.

### Composição detalhada
- o presidente do Supremo Tribunal Federal (STF), que preside o Conselho
- um ministro do Superior Tribunal de Justiça (STJ), que exercerá a função de Corregedor Nacional de Justiça
- um ministro do Tribunal Superior do Trabalho (TST)
- um desembargador de Tribunal de Justiça (TJ)
- um juiz estadual
- um juiz do Tribunal Regional Federal (TRF)
- um juiz federal
- um juiz de Tribunal Regional do Trabalho (TRT)
- um juiz do trabalho
- um membro do Ministério Público da União (MPF)
- um membro do Ministério Público estadual
- dois advogados
- dois cidadãos de notável saber jurídico e reputação ilibada

### Presidência
A presidência do Conselho Nacional de Justiça é ocupada pelo presidente do Supremo Tribunal Federal (STF), que é indicado pelos seus pares para exercer um mandato de dois anos. No caso de ausência ou impedimento do presidente, o vice-presidente do STF o substitui.

### Composição atual
Esta é a composição atual:
| Nome                             | Vaga (função no CNJ)                                  | Origem                                                    | Responsável pela indicação    | Posse                 |
| -------------------------------- | ----------------------------------------------------- | --------------------------------------------------------- | ----------------------------- | --------------------- |
| Luis Roberto Barroso             | Ministro do STF (Presidente do CNJ)                   | Supremo Tribunal Federal                                  | Supremo Tribunal Federal      | 28/09/2023            |
| Mauro Campbell Marques           | Ministro do STJ (Corregedor Nacional de Justiça)      | Superior Tribunal de Justiça                              | Superior Tribunal de Justiça  | 29/08/2022            |
| Guilherme Augusto Caputo Bastos  | Ministro do TST                                       | Tribunal Superior do Trabalho                             | Tribunal Superior do Trabalho | 01/02/2024            |
| José Edivaldo Rocha Rotondano    | Desembargador de Tribunal de Justiça                  | Tribunal de Justiça da Bahia                              | Supremo Tribunal Federal      | 01/02/2024            |
| Renata Gil de Alcântara Videira  | Juíza estadual                                        | Tribunal de Justiça do Rio de Janeiro                     | Supremo Tribunal Federal      | 01/02/2024            |
| Mônica Autran Machado Nobre      | Juíza de Tribunal Regional Federal                    | Tribunal Regional Federal da 3.ª Região                   | Superior Tribunal de Justiça  | 01/02/2024            |
| Daniela Pereira Madeira          | Juíza federal                                         | Tribunal Regional Federal da 2.ª Região                   | Superior Tribunal de Justiça  | 01/02/2024            |
| Alexandre Teixeira Cunha         | Juiz de Tribunal Regional do Trabalho                 | Tribunal Regional do Trabalho da 1.ª Região               | Tribunal Superior do Trabalho | 05/03/2024            |
| Guilherme Guimarães Feliciano    | Juiz do trabalho                                      | Tribunal Regional do Trabalho da 15ª Região               | Tribunal Superior do Trabalho | 21/05/2024            |
| Pablo Coutinho Barreto           | membro do Ministério Público da União                 | Ministério Público Federal                                | Procurador-Geral da República | 31/10/2023            |
| João Paulo Santos Schoucair      | membro do Ministério Público estadual                 | Ministério Público da Bahia                               | Procurador-Geral da República | 21/06/2022 22/06/2024 |
| Ulisses Rabaneda dos Santos      | advogado                                              | Seccional de Mato Grosso da OAB                           | Conselho Federal da OAB       | 11/02/2025            |
| Marcello Terto e Silva           | advogado                                              | Seccional da Goiás da OAB Procuradoria do Estado de Goiás | Conselho Federal da OAB       | 10/05/202211/02/2025  |
| Daiane Nogueira de Lira          | cidadão de notável saber jurídico e reputação ilibada | Advocacia-Geral da União                                  | Câmara dos Deputados          | 01/02/2024            |
| Rodrigo Badaró Almeida de Castro | cidadão de notável saber jurídico e reputação ilibada | Advogado                                                  | Senado Federal                | 11/03/2025            |

## Comissões do CNJ
As Comissões Permanentes do CNJ são instâncias que estudam temas e atividades específicas de interesse do Conselho na busca de soluções para o Judiciário. Atuam nas mais diversas frentes para a promoção de campanhas de conscientização, elaborando propostas para aperfeiçoar a prestação do serviço jurisdicional e acompanhando a execução de leis que tramitam no Congresso sobre o Judiciário.
As atribuições das Comissões Permanentes e Temporárias do CNJ estão especificadas no art. 28 do Regimento Interno:
- discutir e votar as proposições sujeitas à deliberação que lhes forem distribuídas;
- realizar audiências públicas com órgãos públicos, entidades da sociedade civil ou especialistas;
- receber requerimentos e sugestões de qualquer pessoa sobre tema em estudo ou debate em seu âmbito de atuação;
- estudar qualquer assunto compreendido no respectivo campo temático ou área de atividade, podendo propor, no âmbito das atribuições para as quais foram criadas, a realização de conferência, exposições, palestras ou seminários.

### Comissões Permanentes
São as atuais comissões permanentes do CNJ, estabelecidas pela Portaria n.º 178, de 2019, atualizada até a Portaria n.º 275, de 2022, e pela Resolução n.º 308, de 2020, atualizada até a Resolução n.º 422, de 2021:

#### Gestão Estratégica, Estatística e Orçamento
- acompanhar periodicamente o desdobramento da Estratégia Nacional do Poder Judiciário;
- monitorar a gestão estratégica do Judiciário por meio de indicadores e estatísticas;
- fomentar a troca de experiências entre os tribunais e conselhos;
- zelar pela precisão do diagnóstico do Poder Judiciário previsto no art. 37, III, da Resolução CNJ nº 67, de março de 2009;
- acompanhar a execução do orçamento do Poder Judiciário com o auxílio do Comitê Técnico Consultivo de Orçamento do Poder Judiciário;
- promover a destinação de orçamento necessário à implementação de ações, projetos e programas estratégicos.

#### Eficiência Operacional, Infraestrutura e Gestão de Pessoas
- zelar pela observância da Política Nacional de Gestão de Pessoas do Poder Judiciário e da Política de Atenção Integral à Saúde de Magistrados e Servidores do Poder Judiciário;
- propor capacitações e projetos voltados para o desenvolvimento e para o aprimoramento de conhecimentos, habilidades e competências de magistrados e servidores;
- propor medidas destinadas à promoção de saúde e de qualidade de vida dos magistrados e servidores;
- sugerir a otimização de rotinas e de processos de trabalho no Poder Judiciário, a partir de diretrizes de racionalização e simplificação;
- sugerir a realocação de pessoas;
- propor a adoção de novas tecnologias para a automação de processos de trabalho;
- promover a gestão adequada de custos operacionais; e
- zelar pela padronização de estruturas organizacionais no Poder Judiciário.

#### Tecnologia da Informação e Inovação
- propor ao Plenário diretrizes para a definição da estratégia nacional de Tecnologia da Informação do Judiciário, tendo por objetivo assegurar a infraestrutura adequada ao devido funcionamento do Poder Judiciário;
- elaborar o planejamento estratégico em Tecnologia da Informação, com auxílio do Departamento de Tecnologia da Informação e Comunicação;
- supervisionar a implantação do processo judicial eletrônico – PJe;
- sugerir ao Plenário a adoção de medidas relacionadas à segurança de dados e o sigilo de dados, quando necessário;
- acompanhar a implantação de novas tecnologias no âmbito do Poder Judiciário;
- apresentar ao Plenário propostas de regulamentação do uso de novas tecnologias, inclusive relacionadas a instrumentos de inteligência artificial;
- representar o CNJ perante os comitês gestores e grupos de trabalho dos sistemas Restrições Judiciais sobre Veículos Automotores – Renajud, Atendimento ao Poder Judiciário – Bacenjud, Informação ao Judiciário – Infojud e Serasa Judicial – Serasajud; e
- promover medidas voltadas a garantir a interoperabilidade entre os diversos sistemas.

#### Gestão Documental e Memória do Poder Judiciário
- zelar pela observância do Programa Nacional de Gestão Documental e Memória do Poder Judiciário – Proname;
- propor, em coordenação com o Comitê Gestor do Proname, diretrizes para a gestão documental e de dados no âmbito do Poder Judiciário;
- colaborar na atualização e na revisão de instrumentos de gestão documental, como Plano de Classificação, Tabela de Temporalidade e Manual de Gestão Documental, dentre outros;
- coordenar, com o apoio do Comitê Gestor do Proname, diretrizes para a preservação e difusão da memória institucional e do patrimônio cultural e arquivístico do Poder Judiciário;
- supervisionar a atuação da Comissão Permanente de Avaliação Documental do CNJ; e
- supervisionar, em coordenação com o Comitê Gestor do Proname, as ações de capacitação de servidores e magistrados em questões relacionadas à gestão documental e à memória institucional do Poder Judiciário.

#### Comunicação do Poder Judiciário
- zelar pela observância da Política Nacional de Comunicação Social do Judiciário;
- supervisionar o funcionamento do Comitê de Comunicação Social do Judiciário e do Sistema de Comunicação do Poder Judiciário – SICJUS;
- propor ao Plenário medidas destinadas ao fortalecimento da imagem do Poder Judiciário;
- propor diretrizes gerais de comunicação social no âmbito do Poder Judiciário, tendo por princípios a uniformidade, a transparência, a responsabilidade e a promoção do amplo acesso à informação;
- sugerir parâmetros para o uso institucional de mídias sociais pelos tribunais;
- zelar pela divulgação das políticas judiciárias; e
- promover, no âmbito do Judiciário e em colaboração com órgãos públicos, entidades e sociedade civil, medidas voltadas à checagem de informações e ao combate à disseminação de notícias falsas.

#### Sustentabilidade e Responsabilidade Social
- zelar pela observância do Plano de Logística Sustentável do Poder Judiciário – PLS-PJ;
- supervisionar a atuação da Comissão Gestora do Plano de Logística do Poder Judiciário no âmbito do CNJ;
- propor medidas voltadas a promover a gestão eficiente e eficaz dos recursos sociais, ambientais e econômicos, com foco na sustentabilidade;
- contribuir para o fortalecimento das políticas públicas voltadas ao desenvolvimento sustentável;
- propor ações destinadas a fomentar a inclusão social no âmbito do Poder Judiciário;
- apresentar proposta de diretrizes para o estabelecimento de uma política de responsabilidade socioambiental no âmbito do CNJ;
- sugerir medidas que promovam a plena acessibilidade aos prédios e serviços do Poder Judiciário; e
- acompanhar a execução de projetos arquitetônicos de acessibilidade e de projetos de capacitação dos profissionais e funcionários que trabalhem com pessoas com deficiência, com fixação de metas anuais, direcionados à promoção da acessibilidade para pessoas com deficiência, no âmbito do Poder Judiciário.

#### Justiça Criminal, Infracional e de Segurança Pública
- acompanhar o funcionamento do sistema prisional e do sistema socioeducativo com auxílio do Departamento de Monitoramento e Fiscalização do Sistema Carcerário e do Sistema de Execução de Medidas Socioeducativas – DMF, observado o disposto no art. 2º da Lei nº 12.106/2009;
- propor ações voltadas à promoção da reinserção social de presos, de egressos do sistema carcerário e de cumpridores de medidas e penas alternativas;
- zelar pela observância da Estratégica Nacional de Segurança Pública – Enasp;
- propor ações destinadas ao aperfeiçoamento da gestão do sistema penitenciário e socioeducativo;
- colaborar com a formulação de políticas judiciárias de administração penitenciária;
- auxiliar a Presidência do CNJ na coordenação do Projeto Começar de Novo; e
- zelar pela observância da Política Nacional de Justiça Restaurativa no âmbito do Poder Judiciário.

#### Solução Adequada de Conflitos
- coordenar e acompanhar o desenvolvimento da Política Judiciária Nacional de tratamento adequado dos conflitos e das demais políticas públicas voltadas à implementação dos métodos consensuais de solução de conflitos, a desjudicialização dos processos, bem como à prevenção dos litígios mediante medidas de incentivo à desjudicialização, entre outras;
- propor programas, projetos e ações relacionados aos métodos consensuais de solução de controvérsias;
- zelar pelo fortalecimento do sistema multiportas de acesso ao Poder Judiciário;
- auxiliar no desenvolvimento de meios eletrônicos de resolução de conflitos; e
- supervisionar a atuação do Comitê Gestor da Conciliação do CNJ.

#### Democratização e Aperfeiçoamento dos Serviços Judiciários
- propor estudos que visem à democratização do acesso à Justiça;
- monitorar as políticas judiciárias de custas, despesas processuais e assistência judiciária gratuita;
- promover ações voltadas a ampliar a conscientização sobre direitos, deveres e valores do cidadão;
- propor parcerias com os demais Poderes, setores e instituições para aperfeiçoamento dos serviços judiciais;
- disseminar valores éticos e morais por meio de atuação institucional efetiva no Judiciário, em universidades, faculdades, centros de pesquisas, bem como junto às funções essenciais à Justiça e associações de classe; e
- propor ações e projetos destinados ao combate da discriminação, do preconceito e de outras expressões da desigualdade de raça, gênero, condição física, orientação sexual, religiosa e de outros valores ou direitos protegidos ou que comprometam os ideais defendidos pela Constituição Federal de 1988.

#### Políticas de Prevenção às Vítimas de Violências, Testemunhas e de Vulneráveis
- propor diretrizes e ações de prevenção e de combate à violência contra vulneráveis, assim consideradas as vítimas de violência de gênero, psicológica, moral ou patrimonial;
- sugerir o estabelecimento de diretrizes para a adequada proteção às vítimas e testemunhas, no âmbito do Judiciário, em especial quando se tratar de crianças, adolescentes, pessoas com deficiências e idosos;
- apresentar proposta de padronização de rotinas e processos em que seja garantido o respeito à dignidade e à inviolabilidade da pessoa, bem como prevenida a revitimização, especialmente em casos de violência sexual; e
- promover ações relacionadas à implementação de políticas judiciárias e interinstitucionais de proteção de migrantes, refugiados, indígenas, quilombolas e comunidades tradicionais.

#### Políticas Sociais e Desenvolvimento do Cidadão
- propor políticas judiciárias de promoção de direitos sociais, em especial relacionados à saúde, à educação e à tutela do meio ambiente;
- promover ações voltadas a ampliar a conscientização sobre direitos sociais;
- acompanhar e monitorar ações que tenham por objeto direitos e interesses coletivos, difusos e individuais homogêneos;
- coordenar ações do Fórum Nacional das Ações Coletivas e do Fórum Nacional do Judiciário para Monitoramento e Resolução das Demandas de Assistência à Saúde e do Fórum da Saúde; e
- propor melhorias em rotinas e fluxos de atendimentos às garantias de direitos sociais.

#### Aperfeiçoamento da Justiça Militar nos Âmbitos Federal e Estadual
- propor estudos visando ao aperfeiçoamento da Justiça Militar no âmbito federal e estadual;
- elaborar diagnóstico da Justiça Militar nas esferas estadual e federal; e
- apresentar propostas de normativos a serem encaminhadas ao Congresso Nacional e às Assembleias Legislativas estaduais na temática de sua competência. propor políticas judiciárias de promoção de direitos sociais, em especial relacionados à saúde, à educação e à tutela do meio ambiente.

#### Acompanhamento dos Objetivos de Desenvolvimento Sustentável e da Agenda 2030
- acompanhar a atuação do Comitê Interinstitucional destinado a apresentar estudos e proposta de integração de metas do Poder Judiciário com as metas e indicadores dos Objetivos de Desenvolvimento Sustentável – ODS, da Agenda 2030 para o Desenvolvimento Sustentável;
- propor estudos sobre temas abordados na Agenda 2030 para o Desenvolvimento Sustentável, observadas as diretrizes da Estratégica Nacional do Poder Judiciário;
- propor políticas judiciárias voltadas à promoção do desenvolvimento sustentável;
- representar o CNJ no processo de diálogo com entes federativos e sociedade civil para a implantação da Agenda 2030 no âmbito do Poder Judiciário;
- monitorar as ações relacionadas à Agenda 2030 para o Desenvolvimento Sustentável e aos Objetivos de Desenvolvimento Sustentável no âmbito do Poder Judiciário; e
- coordenar o Laboratório de Inovação, Inteligência e Objetivos de Desenvolvimento Sustentável – LIODS, atividades, projetos e eventos relacionados à temática dos objetivos de desenvolvimento sustentável.

#### Auditoria
- deliberar sobre normas que assegurem à unidade de auditoria interna e aos servidores, no desempenho de atividades de auditoria, a atuação independente e com proficiência;
- decidir sobre a realização de Ações Coordenadas de Auditoria, sugeridas pelo Comitê de Governança e Coordenação do SIAUD-Jud ou por iniciativa própria;
- aprovar o Plano Anual de Ações Coordenadas de Auditoria; e
- emitir recomendações ou determinações decorrentes das Ações Coordenadas de Auditoria.

## Linhas de atuação
As principais linhas de atuação do Conselho Nacional de Justiça (CNJ) estão agora agrupadas em 11 macroprocessos, o que propicia visão mais clara das linhas de ação do colegiado. O trabalho, elaborado pelo Departamento de Gestão Estratégica (DGE), do CNJ, tem o objetivo de auxiliar os conselheiros e dirigentes do órgão e também vai ajudar na ambientação dos novos servidores do Conselho, aprovados em concurso público.
As linhas de ação do CNJ estão agrupadas nesses 11 macroprocessos, três deles ligados à área de correição, fiscalização e julgamento de processos disciplinares. A maioria das ações é direcionada à promoção da cidadania, do acesso à Justiça e da modernização do Judiciário. A Estrutura de Macroprocessos permite visão sistêmica e abrangente das macroatividades e da forma como o CNJ atua e também avalia o desempenho de cada uma. Assim, o agrupamento das ações em macroprocessos torna-se importante ferramenta para os gestores do órgão.